# پری اباصلتی
پری اباصلتی-میرهاشم بانوی سیاستمدار اهل ایران و نماینده مجلس شورای ملی بود.
وی از دانشکده زبان‌های خارجی دانشگاه تهران، لیسانس زبان و ادبیات انگلیسی داشت. پری اباصلتی سردبیر مجله اطلاعات بانوان (چاپ ایران) بود. وی همچنین از ۱۳۳۴ خ. خبرنگار روزنامه اطلاعات (چاپ ایران) بود. در اوایل دهه چهل انجمن دوشیزگان و بانوان را در مجله اطلاعات بانوان تأسیس کردند و در اواخر دهه چهل با معرفی و حمایت حسن شهباز به عضویت کلوپ زونتا (شاخه غیررسمی کلوپ روتاری) درآمد و پس از مدتی به ریاست آن کلوپ رسید. پری اباصلتی از مؤسسین انجمن دوشیزگان و بانوان و مجلهٔ بانوان، تیم منتخبی از بازیکنان فوتبال زنان ایتالیا را دعوت کرد تا در روز هفدهم اردیبهشت ۱۳۵۰، در دیداری دوستانه مقابل تیم فوتبال زنان تاج قرار بگیرند. در سال ۱۳۵۱ به عنوان مشاور مطبوعاتی شرکت بیمه البرز و نمایندگی بیمه یورکشایر انگلستان در ایران درآمد. وی در دوره بیست و چهارم (از ۱۳۵۴ تا ۱۳۵۷ خ) نماینده حوزه انتخابی شهر تهران در مجلس شورای ملی ایران بود. پس از انقلاب ۱۳۵۷، اموالش توسط دولت جمهوری اسلامی تصرف شد. بعد از انقلاب ۱۳۵۷ به ایالات متحده مهاجرت کرد و در آن جا مجله راه زندگی را با همکاری همسرش هوشنگ میرهاشم تأسیس کرد. این مجله با گذشت ۳۲ سال همچنان در لس آنجلس منتشر می‌شود.